# Alison Bastianelli
Alison Bastianelli (Marysville, 24 luglio 1997) è un'ex pallavolista statunitense, nel ruolo di centrale.

## Biografia
Figlia di Joan e Gregory Bastianelli, ha una sorella maggiore, Samantha, e un fratello minore, Nino. Proviene da una famiglia di atleti universitari: suo padre giocava a calcio alla Northwood University, stessa università in cui sua madre è stata una sia pallavolista che una cestista; sua sorella giocava a pallavolo con l'Oakland Community College e sua cugina, Kimberly Theut, giocava a hockey sul ghiaccio alla Ohio State University.

## Carriera

### Giocatrice

#### Club
La carriera di Alison Bastianelli inizia nei tornei scolastici del Michigan, giocando con la Marysville HS. Dopo il diploma gioca a livello universitario nella NCAA Division I: fa parte delle Fighting Illini della Illinois dal 2015 al 2018, raggiungendo la Final 4 durante il suo senior year, ottenendo inoltre qualche riconoscimento individuale.
Nella stagione 2019-20 firma il suo primo contratto professionistico in Francia, venendo ingaggiata dal Béziers, in Ligue A. Nel 2021 torna a giocare in patria, partecipando alla prima edizione dell'Athletes Unlimited e, alla conclusione del torneo, approda a Porto Rico, dove viene ingaggiata dalle Changas de Naranjito per la Liga de Voleibol Superior Femenino 2021, venendo premiata come miglior muro del torneo. 
Nel 2022 partecipa alla seconda edizione dell'Athletes Unlimited; al termine degli impegni in patria è nuovamente di scena nella LVSF, dove gioca per le Atenienses de Manatí, inserita nello All-Star Team del torneo. Torna quindi in patria, prendendo parte prima all'Exhibition Tour e poi all'edizione 2023 dell'Athletes Unlimited, per poi essere ingaggiata dalle San Diego Mojo per la Pro Volleyball Federation 2024: nell'edizione seguente del torneo indossa la casacca delle Grand Rapids Rise, venendo premiata come miglior centrale e inserita nell'All-PVF Second Team; annuncia il ritiro al termine del torneo.

#### Nazionale
Fa il suo esordio nella nazionale statunitense in occasione del campionato nordamericano 2021, dove si classifica al quarto posto, prima di aggiudicarsi la medaglia di bronzo alla NORCECA Final Six dello stesso anno, venendo inoltre premiata come miglior centrale, a cui fa seguito la vittoria di un altro bronzo nella Coppa panamericana 2022 e di un argento alla NORCECA Final Six 2022.

### Allenatrice
Nel 2021 fa la sua prima esperienza da allenatrice, diventando assistente allenatrice volontaria della Michigan.

## Palmarès

### Nazionale (competizioni minori)
- NORCECA Final Six 2021
- Coppa panamericana 2022
- NORCECA Final Six 2022

### Premi individuali
- 2017 - All-America Third Team
- 2018 - All-America Third Team
- 2018 - NCAA Division I: Champaign Regional All-Tournament Team
- 2021 - Liga de Voleibol Superior Femenino: Miglior muro
- 2021 - NORCECA Final Six: Miglior centrale
- 2022 - Liga de Voleibol Superior Femenino: All-Star Team
- 2025 - Pro Volleyball Federation: Miglior centrale
- 2025 - Pro Volleyball Federation: All-PVF Second Team